# Qualificazioni al campionato mondiale di calcio a 5 2024 - UEFA - Turno élite

## Fase a gironi

### Sorteggio
Il sorteggio per il turno élite si è tenuto l'8 giugno 2023 alle 13:30 presso il quartier generale dell'UEFA a Nyon, in Svizzera.

Le qualificati erano divise in quattro fasce, in base alla loro posizione in classifica e al loro ranking.
| Gruppo | Vincitrici | Migliori 2ᵉ classificate | Gruppo | Vincitrici | Migliori 2ᵉ classificate |
| ------ | ---------- | ------------------------ | ------ | ---------- | ------------------------ |
| 1      | Spagna     |                          | 2      | Georgia    |                          |
| 3      | Armenia    |                          | 4      | Portogallo |                          |
| 5      | Kazakistan | Slovenia                 | 6      | Polonia    | Azerbaigian              |
| 7      | Croazia    |                          | 8      | Romania    | Finlandia                |
| 9      | Francia    | Serbia                   | 10     | Italia     |                          |
| 11     | Ucraina    |                          | 12     | Slovacchia |                          |

| Vincitrici  |
| ----------- |
| Belgio      |
| Paesi Bassi |
| Germania    |
| Rep. Ceca   |

| Squadra    | Coeff.   | Rank |
| ---------- | -------- | ---- |
| Portogallo | 2697.016 | 1    |
| Spagna     | 2494.422 | 3    |
| Kazakistan | 2344.395 | 4    |
| Croazia    | 2035.784 | 5    |
| Ucraina    | 2010.147 | 6    |

| Squadra    | Coeff.   | Rank |
| ---------- | -------- | ---- |
| Georgia    | 1924.716 | 9    |
| Italia     | 1877.471 | 11   |
| Polonia    | 1845.059 | 12   |
| Romania    | 1819.600 | 13   |
| Slovacchia | 1804.533 | 16   |

| Squadra     | Coeff.   | Rank |
| ----------- | -------- | ---- |
| Francia     | 1759.326 | 17   |
| Armenia     | 1637.739 | 19   |
| Azerbaigian | 1977.359 | 7    |
| Serbia      | 1945.646 | 8    |
| Slovenia    | 1891.854 | 10   |

| Squadra     | Coeff.   | Rank |
| ----------- | -------- | ---- |
| Finlandia   | 1814.563 | 15   |
| Rep. Ceca   | 1815.227 | 14   |
| Paesi Bassi | 1740.688 | 18   |
| Belgio      | 1568.922 | 22   |
| Germania    | 1442.547 | 26   |

### Gironi
Le prime classificate avanzeranno alla fase finale mentre le 4 migliori seconde avanzeranno ai play-off del turno élite. Le gare si terranno tra l'11 settembre e il 20 dicembre 2023. Gli orari delle partite giocate entro il 28 ottobre sono indicati come CEST (UTC+2), mentre quelle giocate dal 29 ottobre sono indicati come CET (UTC+1), come indicato dall'UEFA. Gli orari locali, se differenti, sono indicati tra parentesi.

#### Girone A
| Squadra     | P.ti | G | V | N | P | GF | GS | DR  |
| ----------- | ---- | - | - | - | - | -- | -- | --- |
| Kazakistan  | 18   | 6 | 6 | 0 | 0 | 17 | 7  | +10 |
| Paesi Bassi | 9    | 6 | 3 | 0 | 3 | 14 | 10 | +4  |
| Romania     | 6    | 6 | 2 | 0 | 4 | 11 | 17 | -6  |
| Azerbaigian | 3    | 6 | 1 | 0 | 5 | 11 | 19 | -8  |

| Arbitri: | Admir Zahovič Aleš Perič Močnik Dejan Veselič |
| Crono:   | Laurențiu Deaconu                             |

|                                        |           |                   |
| Hadnagy 15'23'’ Sasse 32'37'’, 33'13'’ | Marcatori | 26'56'’ Felipinho |

| Arbitri: | Nicola Manzione Chiara Perona Dario Pezzuto |
| Crono:   | Jörn te Kloeze                              |

|  |           |                                 |
|  | Marcatori | 2'42'’ Edson 27'51'’ Tūrsağūlov |

| Arbitri: | Lukáš Peško Rastislav Behančín Martin Matula |
| Crono:   | Einadin Idrissov                             |

|                                                                      |           |                                     |
| Douglas Júnior 1'48'’ Akbalikov 10'47'’ Edson 15'01'’ Orazov 19'23'’ | Marcatori | 3'19'’, 35'32'’ Manya 31'42'’ Sasse |

| Arbitri: | Yiangos Yiangou Nicolas Nicolaou Larisa Eleni Avramidou |
| Crono:   | Ramil Namazov                                           |

|                                                                                         |           |                |
| Vilela 1'19'’, 18'21'’ Éverton Cardoso 7'47'’ Maneca 14'35'’ Felipinho 17'04'’, 35'45'’ | Marcatori | 36'58'’ Bouzit |

| Arbitri: | Chiara Perona Dario Pezzuto Martina Piccolo |
| Crono:   | Attila Balint                               |

|                                         |           |                   |
| Ferreira 6'31'’ Sávio Valadares 39'43'’ | Marcatori | 25'30'’ Bouzambou |

| Arbitri: | Kirill Naishouler Arttu Kyynäräinen Paavo Komppa |
| Crono:   | Anar Farajov                                     |

|                               |           |                                                                          |
| Ahmadi 11'36'’ Maneca 39'55'’ | Marcatori | 22'25'’ Orazov 26'02'’ (aut.) Biel 35'31’ Tūrsağūlov 38'49'’ Léo Jaraguá |

| Arbitri: | Grigori Ošomkov Jagnar Jakobson Maximilian Alkofer |
| Crono:   | Jörn te Kloeze                                     |

|               |           |                           |
| Ceyar 26'04'’ | Marcatori | 32'17'’ (aut.) Ben Khalou |

| Arbitri: | Trayan Enchev Kaloyan Kirilov Ivo Tsenov |
| Crono:   | Turekhan Tursumbayev                     |

|                                                           |           |                                      |
| Léo Jaraguá 12'32'’ Orazov 17'16'’ Douglas Júnior 21'33'’ | Marcatori | 3'05'’ Amadeu 7'59'’ Éverton Cardoso |

| Arbitri: | Admir Zahovič Aleš Perič Močnik Jernej Petek |
| Crono:   | Aslan Galayev                                |

|                                     |           |  |
| Orazov 0'22'’ Douglas Júnior 6'03'’ | Marcatori |  |

| Arbitri: | Damian Grabowski Slawomir Steczko Monika Czudzinowicz |
| Crono:   | Ramil Namazov                                         |

|                                                                    |           |                                                                               |
| Vilela 17'11'’, 18'20'’, 24'59'’ Mikayilov 31'48'’ Shojaei 33'40'’ | Marcatori | 21'05'’ Nastai 27'49'’, 34'14'’ Balint 31'28'’ (rig.) Araujo 35'46'’ Nemitanu |

| Arbitri: | David Glavonjic George Jansizian Kastriot Gerxhaliu |
| Crono:   | Bogdan Hanceariuc                                   |

|  |           |                                  |
|  | Marcatori | 7'51'’ Esenamanov 25'57'’ Orazov |

| Arbitri: | Dominykas Norkus Mantas Pomeckis Irmantas Kaprašovas |
| Crono:   | Jörn te Kloeze                                       |

|                                                |           |  |
| Attahiri 0'54'’ Bouzambou 9'43'’ Ceyar 37'23'’ | Marcatori |  |

#### Girone B
| Squadra | P.ti | G | V | N | P | GF | GS | DR  |
| ------- | ---- | - | - | - | - | -- | -- | --- |
| Ucraina | 13   | 6 | 4 | 1 | 1 | 32 | 12 | +20 |
| Polonia | 12   | 6 | 4 | 0 | 2 | 21 | 14 | +7  |
| Serbia  | 8    | 6 | 2 | 2 | 2 | 13 | 17 | -4  |
| Belgio  | 1    | 6 | 0 | 1 | 5 | 12 | 35 | -23 |

| Arbitri: | Talgat Kosmukhambetov Aslan Galayev Turekhan Tursumbayev |
| Crono:   | Monika Czudzinowicz                                      |

|                 |           |                                 |
| Lutecki 20'45'’ | Marcatori | 6'41'’ Matijević 11'33'’ Petrov |

| Arbitri: | Besar Beqiri Besart Ismajli Florentina Kallaba |
| Crono:   | Yasin Alageyik                                 |

|                            |           | |
| El Fakiri 11'43'’, 35'16'’ | Marcatori | 0'11'’ Šoturma 9'09'’, 23'00'’ Pediash 9'16'’ Shved 12'39'’ Melnyk 13'36'’, 18'27'’, 19'36'’ Abakšyn 25'16'’ Korsun 38'26'’ Fareniuk |

| Arbitri: | Nikola Jelić Vedran Babić Mislav Džeko |
| Crono:   | Ákos Takács                            |

|                                |           |                                                    |
| Korsun 10'02'’ Pediash 12'04'’ | Marcatori | 12'49'’ Kriezel 19'31'’ (aut.) Cypun 33'09'’ Marek |

| Arbitri: | Hikmət Qafarlı Ali Jabrayilov Knyaz Əmiraslanov |
| Crono:   | Saša Stojadinović                               |

|                                          |           |                                                |
| Lazarević 5'05'’, 13'58'’ Petrov 34'45'’ | Marcatori | 10'10'’ Ah. Sababti 16'44'’, 38'38'’ Ghislandi |

| Arbitri: | Vedran Babić Mislav Džeko Dino Kramar |
| Crono:   | Kamil Szczołko                        |

| |           |                                  |
| Gréllo 8'59'’ (aut.) Mrowiec 11'22'’ Kaniewski 18'43'’ Zastawnik 19'49'’, 38'38'’ Dochez 32'52'’ (aut.) Kriezel 37'28'’ | Marcatori | 14'04'’ Adnane 36'52'’ Ghislandi |

| Arbitri: | Lars van Leeuwen Jörn te Kloeze Jochem van Dijke |
| Crono:   | Branislav Pešić                                  |

|               |           |                                                                         |
| Vasić 10'03'’ | Marcatori | 0'18'’, 8'47'’ Shved 7'30'’, 30'35'’ Abakšyn 8'30'’ Zhuk 24'04'’ Korsun |

| Arbitri: | David Grøndal Nissen Martin Køster Daniel Sørensen |
| Crono:   | Levente Balla                                      |

|              |           |                |
| Zhuk 25'17'’ | Marcatori | 16'00'’ Petrov |

| Arbitri: | Vasilios Christodoulis Panagiotis Ntalas Antonios Adamopoulos |
| Crono:   | Jiri Bergs                                                    |

|               |           |                                                       |
| Rahou 36'47'’ | Marcatori | 18'23'’ Mrowiec 34'04'’ Marek 37'02'’ (aut.) Vrancken |

| Arbitri: | Kamil Çetin Ozan Soykan Hakan Tezcan |
| Crono:   | Nikola Marković                      |

|                             |           |                                                          |
| Petrov 3'31'’ Tomić 13'50'’ | Marcatori | 18'55'’, 22'50'’ Madziąg 28'52'’ Marek 37'17'’ Zastawnik |

| Arbitri: | Gábor Kovács Norbert Szilágyi Péter Zimonyi |
| Crono:   | Levente Balla                               |

| |           |                             |
| Korsun 2'30'’, 8'52'’, 14'38'’ Pediash 4'22'’, 26'32'’ Šoturma 19'35'’ Siryi 27'28'’ Fareniuk 39'59'’ | Marcatori | 28'25'’ Ouadi 35'28'’ Rahou |

| Arbitri: | Juan José Cordero David Urdánoz Javier Moreno |
| Crono:   | Dominik Cipinski                              |

|                                               |           |                                                                          |
| Kaniewski 26'28'’, 29'15'’ Raszkowski 36'16'’ | Marcatori | 6'18'’ Abakšyn 8'37'’ Šoturma 11'50'’, 19'03'’ Korsun 31'11'’ Semenčenko |

| Arbitri: | Ondřej Černý Jan Kresta Radim Čep |
| Crono:   | Juan Boelen                       |

|                                  |           |                                                   |
| Ghislandi 17'11'’ Gréllo 38'20'’ | Marcatori | 2'55'’ Tomić 17'44'’ Petrov 18'32’, 34'56'’ Vasić |

#### Girone C
| Squadra    | P.ti | G | V | N | P | GF | GS | DR  |
| ---------- | ---- | - | - | - | - | -- | -- | --- |
| Francia    | 16   | 6 | 5 | 1 | 0 | 27 | 11 | +16 |
| Croazia    | 12   | 6 | 4 | 0 | 2 | 20 | 10 | +10 |
| Slovacchia | 4    | 6 | 1 | 1 | 4 | 14 | 26 | -12 |
| Germania   | 3    | 6 | 1 | 0 | 5 | 11 | 25 | -14 |

| Arbitri: | Filip Nesnera Radim Čep Alice Vévodvá |
| Crono:   | Ladislav Angyal                       |

|                                                                |           |                                                              |
| Drahovský 6'34'’, 38'38'’ Mohammed 11'38'’ (aut.) Bačo 38'45'’ | Marcatori | 8'44'’ Mohammed 11'26'’ M. Touré 33'09'’, 37'35'’ Mouhoudine |

| Arbitri: | Stefan Vrijens Juan Boelen Jiri Bergs |
| Crono:   | Jacob Pawlowski                       |

|                         |           |                                                                                  |
| Drees Rodriguez 13'36'’ | Marcatori | 12'42'’ Sekulić 14'31'’ Postružin 18'05'’ Kustura 20'25'’ Jelovčić 37'27'’ Perić |

| Arbitri: | Denys Kutsyi Yevhen Hordiienko Orest Dutsiak |
| Crono:   | Josip Dujmic                                 |

|                                                        |           |  |
| Sekulić 6'18'’, 11'09'’ Kuraja 10'08'’ Kustura 18'33'’ | Marcatori |  |

| Arbitri: | Cristiano Santos Eduardo Coelho Miguel Castilho |
| Crono:   | Cédric Pélissier                                |

|                                                                                             |           |                                             |
| Mouhoudine 10'47'’ Guirio 10'59'’ Mohammed 19'55'’, 21'37'’ Belhaj 22'53'’ Menendez 30'03'’ | Marcatori | 5'22'’ Drees Rodriguez 28'40'’ (rig.) Sözer |

| Arbitri: | Ingus Puriņš Eduards Fatkulins Dražen Vukčević |
| Crono:   | Maximilian Alkofer                             |

|                                                |           |                                           |
| Wittig 15'27'’, 31'40'’, 38'32'’ Sözer 26'52'’ | Marcatori | 5'04'’ Zaťovič 26'29'’, 34'02'’ Drahovský |

| Arbitri: | David Urdánoz Javier Moreno Pablo Delgado |
| Crono:   | Cédric Pélissier                          |

|                                                                           |           |                                  |
| Belhaj 11'20'’ Saadaoui 31'47'’ Mohammed 33'57'’, 39'23'’ Bendali 35'58'’ | Marcatori | 21'31'’ Jelovčić 26'12'’ Sekulić |

| Arbitri: | Marjan Mladenovski Josip Barton Done Ristovski |
| Crono:   | Ladislav Angyal                                |

|                                                                   |           |                                                      |
| Belaník 10'50'’ Čeřovský 17'45'’ Drahovský 22'05'’ Kušnír 38'55'’ | Marcatori | 35'59'’ (rig.), 36'45'’ (rig.), 39'13'’ (rig.) Sözer |

| Arbitri: | Telmen Undrakh Dag Erik Tangvik Christian Gundler |
| Crono:   | Nikola Jelić                                      |

|                |           |                                     |
| Sekulić 2'43'’ | Marcatori | 23'39'’ M. Touré 39'59'’ Mouhoudine |

| Arbitri: | Besar Beqiri Besart Ismajli Oliver Rodriguez-Ballinger |
| Crono:   | Victor Chaix                                           |

| |           |                |
| Mohammed 0'41'’ Belhaj 5'42'’ Čeřovský 10'29'’ (aut.) Korček 11'07'’ (aut.) Mouhoudine 15'54'’, 25'28'’ Saadaoui 31'25'’ | Marcatori | 23'28'’ Korček |

| Arbitri: | Cristiano Santos Rúben Santos Filipe Duarte |
| Crono:   | Mislav Džeko                                |

|                                                                |           |  |
| Perić 19'14'’ Sekulić 19'14'’ Postružin 21'05'’ Vukmir 30'23'’ | Marcatori |  |

| Arbitri: | Nicola Manzione Chiara Perona Martina Piccolo |
| Crono:   | Ladislav Angyal                               |

|                                 |           |                                                           |
| Zaťovič 6'02'’ Směřička 11'12'’ | Marcatori | 0'48'’ Vukmir 1'38'’ Čekol 3'31'’ Marinović 18'51'’ Perić |

| Arbitri: | Denys Kutsyi Mariia Myslovska Orest Dutsiak |
| Crono:   | Jacob Pawlowski                             |

|            |           |                                                  |
| Ak 10'01'’ | Marcatori | 1'26'’ Mouhoudine 5'07'’ Belhaj 39'42'’ M. Touré |

#### Girone D
| Squadra   | P.ti | G | V | N | P | GF | GS | DR  |
| --------- | ---- | - | - | - | - | -- | -- | --- |
| Spagna    | 16   | 6 | 5 | 1 | 0 | 20 | 2  | +18 |
| Italia    | 7    | 6 | 2 | 1 | 3 | 14 | 18 | -4  |
| Slovenia  | 7    | 6 | 2 | 1 | 3 | 10 | 14 | -4  |
| Rep. Ceca | 4    | 6 | 1 | 1 | 4 | 13 | 23 | -10 |

| Arbitri: | Cédric Pélissier Victor Chaix Jordan Feltesse |
| Crono:   | Ondřej Černý                                  |

|  |           |                                                              |
|  | Marcatori | 21'48'’ (aut.) Koudelka 22'13'’ Mellado 34'03'’ A. Fernández |

| Arbitri: | Marc Birkett Peter Nurse Oliver Rodriguez-Ballinger |
| Crono:   | Giulio Colombin                                     |

|                                         |           |                  |
| Merlim 32'15'’, 35'35'’ Cutrupi 35'03'’ | Marcatori | 37'16'’ Fideršek |

| Arbitri: | Gábor Kovács Norbert Szilágyi Annamaria Tolnay |
| Crono:   | Azra Ahmetovic                                 |

|                            |           |                 |
| Vesel 16'14'’ Turk 21'26'’ | Marcatori | 19'02'’ Seidler |

| Arbitri: | Kamil Çetin Fatma Özlem Tursun Ugur Cakmak |
| Crono:   | Noelia Gutiérrez                           |

|                |           |  |
| Campos 36'06'’ | Marcatori |  |

| Arbitri: | Cristiano Santos Rúben Santos Filipe Duarte |
| Crono:   | Giovanni Zannola                            |

|                                                                         |           |                                                                      |
| Calderolli 7'45'’, 17'08'’, 39'50'’ Motta 9'01'’, 36'41'’ Isgrò 16'30'’ | Marcatori | 2'24'’ P. Drozd 5'22'’ Slováček 10'57'’, 36'06'’ Záruba 27'03'’ Vnuk |

| Arbitri: | Victor Chaix Julien Lang Jordan Feltesse |
| Crono:   | Azra Ahmetovic                           |

|             |           |                     |
| Čop 31'06'’ | Marcatori | 8'45'’ A. Fernández |

| Arbitri: | Gábor Kovács Norbert Szilágyi Péter Zimonyi |
| Crono:   | Tiare Belén Valencia Olivares               |

|                                                                |           |  |
| A. Pérez 20'52'’, 35'09'’ Velasco 27'09'’ A. Fernández 30'16'’ | Marcatori |  |

| Arbitri: | Petar Radojcic Nikola Rabrenović Oliver Nikolić |
| Crono:   | Ondřej Černý                                    |

|                                               |           |                                           |
| P. Drozd 19'25'’ Vnuk 32'56'’ Rešetár 37'31'’ | Marcatori | 18'04'’ Motta 35'44'’, 39'12'’ Marcelinho |

| Arbitri: | Cédric Pélissier Julien Lang Jordan Feltesse |
| Crono:   | Azra Ahmetovic                               |

|                                                      |           |                                    |
| Bukovec 6'47'’, 13'28'’ Čeh 25'54'’ Osredkar 38'42'’ | Marcatori | 1'54'’ Musumeci 26'56'’ Marcelinho |

| Arbitri: | Vlad Nicolae Ciobanu Bogdan Hanceariuc Liviu Chița |
| Crono:   | Carlos Rodrigo                                     |

| |           |              |
| Ramírez 8'44'’ Gil Camacho 14'46'’ Boyis 23'21'’ A. Pérez 26'01'’ R. Gómez 32'16'’ Paniagua 39'10'’ Tomaz 39'35'’ | Marcatori | 31'27'’ Vnuk |

| Arbitri: | Nikola Jelić Mislav Džeko Dino Kramar |
| Crono:   | Giovanni Zannola                      |

|  |           |                                                                    |
|  | Marcatori | 0'55'’ Boyis 28'46'’ Gil Camacho 37'05'’ A. Pérez 39'10'’ R. Gómez |

| Arbitri: | Vasilios Christodoulis Antonios Adamopoulos Panagiotis Ntalas |
| Crono:   | Filip Nesnera                                                 |

|                                                |           |                               |
| Slováček 17'50'’ D. Drozd 28'00'’ Vnuk 38'07'’ | Marcatori | 10'51'’ Bukovec 36'46'’ Janež |

#### Girone E
| Squadra    | P.ti | G | V | N | P | GF | GS | DR  |
| ---------- | ---- | - | - | - | - | -- | -- | --- |
| Portogallo | 18   | 6 | 6 | 0 | 0 | 32 | 2  | +30 |
| Finlandia  | 12   | 6 | 4 | 0 | 2 | 21 | 10 | +11 |
| Armenia    | 3    | 6 | 1 | 0 | 5 | 5  | 25 | -20 |
| Georgia    | 3    | 6 | 1 | 0 | 5 | 3  | 24 | -21 |

| Arbitri: | Volha Pauliuts Maksim Dzeikala Hakan Tezcan |
| Crono:   | Grigol Bliadze                              |

|                                  |           |                 |
| Todua 9'32'’ Bruno Gomes 18'18'’ | Marcatori | 33'38'’ Zanotto |

| Arbitri: | Damian Grabowski Slawomir Steczko Pawel Tokarewicz |
| Crono:   | Adnan Ibrahimi                                     |

|               |           |                                                                                        |
| Vanha 39'47'’ | Marcatori | 18'12'’ (rig.), 32'12'’ A. Coelho 26'16'’ Pauleta 35'47'’ Fábio Cecílio 38'51'’ Varela |

| Arbitri: | Daniel Matkovic David Schaerli Darko Boskovic |
| Crono:   | Gevorg Yeghoyan                               |

|                                   |           |                                                            |
| Zanotto 6'53'’ Paradynski 21'08'’ | Marcatori | 8'00'’ Hosio 16'29'’ (aut.) Khromykh 39'31'’ Alamikkotervo |

| Arbitri: | Juan José Cordero Alejandro Martínez David Urdánoz |
| Crono:   | Filipe Duarte                                      |

|                                                               |           |                                  |
| T. Paçó 1'00'’ Pauleta 6'00'’ Brito 12'06'’ B. Coelho 19'59'’ | Marcatori | 23'59'’ Ghavtadze 26'57'’ Vilian |

| Arbitri: | Bogdan Hanceariuc Liviu Chița Laurențiu Deaconu |
| Crono:   | Gevorg Yeghoyan                                 |

|                                                              |           |                                                                               |
| Sanosyan 10'26'’, 37'30'’, 38'42'’ Carvalho 16'39'’, 39'17'’ | Marcatori | 10'51'’ Brito 16'09'’, 16'51'’ T. Paçó 17'11’, 22'24'’ Varela 25'44'’ Pauleta |

| Arbitri: | Dominykas Norkus Mantas Pomeckis Irmantas Kaprašovas |
| Crono:   | Grigol Bliadze                                       |

|                                                                              |           |                                  |
| Saiotti 8'45'’ Vanha 15'34'’ (aut.) Bynho 20'56'’, 35'00'’ Kupatadze 37'29'’ | Marcatori | 32'31'’ Kunnas 39'31'’ T. Intala |

| Arbitri: | David Glavonjic Ademir Avdic Kastriot Gerxhaliu |
| Crono:   | Adnan Ibrahimi                                  |

|                                                        |           |                                                       |
| Kunnas 0'54'’ Pikkarainen 6'09'’ Alamikkotervo 38'24'’ | Marcatori | 1'12'’ Bruno Gomes 9'12'’ Kupatadze 29'57'’ Chaguinha |

| Arbitri: | Farik Kečo Nikola Tadić Florentina Kallaba |
| Crono:   | Miguel Castilho                            |

|                                                                                                  |           |                 |
| Varela 3'11'’ Jesus 7'31'’ Zicky Té 7'48'’, 31'17'’ Neves 16'53'’ T. Paçó 24'49'’ Kutchy 29'58'’ | Marcatori | 1'38'’ Sanosyan |

| Arbitri: | Ingus Puriņš Eduards Fatkulins Maksim Dzeikala |
| Crono:   | Mihran Kudoyan                                 |

|                                                       |           |                  |
| Mashumyan 5'45'’ Sanosyan 25'43'’ Rodriguinho 37'09'’ | Marcatori | 8'47'’ Ghavtadze |

| Arbitri: | Telmen Undrakh Rastislav Behančín Dag Erik Tangvik |
| Crono:   | Miguel Castilho                                    |

|                                                                             |           |  |
| Varela 3'46'’ Brito 10'06'’ B. Coelho 13'05'’ Matos 30'45'’ Pauleta 36'31'’ | Marcatori |  |

| Arbitri: | Stefan Vrijens Yasin Alageyik Jiri Bergs |
| Crono:   | Grigol Bliadze                           |

|                                  |           |               |
| Chimba 32'43'’ Ghavtadze 38'48'’ | Marcatori | 21'51'’ Neves |

| Vantaa 20 dicembre 2023, ore 18:30 (19:30 EET) | Finlandia | 5 – 0 A tavolino, a causa della naturalizzazione irregolare di alcuni giocatori referto | Armenia | Energia Areena |

#### Confronto tra le seconde classificate
| Girone   | Squadra     | Pt | G | V | N | P | GF | GS | DR  |
| -------- | ----------- | -- | - | - | - | - | -- | -- | --- |
| Girone E | Finlandia   | 12 | 6 | 4 | 0 | 2 | 21 | 10 | +11 |
| Girone C | Croazia     | 12 | 6 | 4 | 0 | 2 | 20 | 10 | +10 |
| Girone B | Polonia     | 12 | 6 | 4 | 0 | 2 | 21 | 14 | +7  |
| Girone A | Paesi Bassi | 9  | 6 | 3 | 0 | 3 | 14 | 10 | +4  |
| Girone D | Italia      | 7  | 6 | 2 | 1 | 3 | 14 | 18 | -4  |

Legenda:
      Play-off del turno élite
Regole per gli ex aequo: 1) punti; 2) differenza reti; 3) reti segnate; 4) reti segnate in trasferta; 5) vittorie; 6) vittorie in trasferta; 7) punti disciplinari; 8) ranking UEFA

## Play-off del turno élite

### Sorteggio
Il sorteggio per i play-off del turno élite si è tenuto il 25 gennaio 2024 alle 13:30 presso il quartier generale dell'UEFA a Nyon, in Svizzera.
| Gruppo | 2ᵉ classificate |
| ------ | --------------- |
| A      | Paesi Bassi     |
| B      | Polonia         |
| C      | Croazia         |
| E      | Finlandia       |

### Partite
Le vincitrici avanzano alla fase finale. Le gare si sono disputate tra il 12 e il 17 aprile 2024. Gli orari delle partite sono indicati come CEST (UTC+2).
| Squadra 1   | Totale | Squadra 2 | Andata | Ritorno         |
| ----------- | ------ | --------- | ------ | --------------- |
| Paesi Bassi | 5 - 5  | Finlandia | 1 - 1  | 4 - 4 (5-4 dtr) |
| Polonia     | 4 - 5  | Croazia   | 2 - 3  | 2 - 2           |

#### Andata
| Arbitri: | Eduardo Coelho Cristiano Santos Rúben Santos |
| Crono:   | Monika Czudzinowicz                          |

|                                        |           |                                       |
| Szadurski 2'12'’ Kuraja 14'57'’ (aut.) | Marcatori | 13'05'’, 33'54'’ Perić 34'17'’ Mataja |

| Arbitri: | Nicola Manzione Giulio Colombin Dario Pezzuto |
| Crono:   | Jörn te Kloeze                                |

|                 |           |                    |
| Cretier 37'02'’ | Marcatori | 16'11'’ Alasuutari |

#### Ritorno
| Arbitri: | Ondřej Černý Cédric Pélissier Radim Čep |
| Crono:   | Nikola Jelić                            |

|                                            |           |                               |
| Marinović 15'37'’ Kaniewski 29'23'’ (aut.) | Marcatori | 33'59'’ Skiepko 39'13'’ Kubik |

| Arbitri: | Juan José Cordero Alejandro Martínez Pablo Delgado |
| Crono:   | Arttu Kyynäräinen                                  |

|                                                       |                      |                                                             |
| Kunnas 27'09'’ Lintula 33'42'’ Vanha 34'42'’, 49'59'’ | Marcatori            | 16'15'’, 26'55'’ Martinus 39'54'’ Boukhari 46'43'’ Ouaddouh |
| Korpela Kangas Kunnas Alamikkotervo Vanha             | Tiri di rigore 4 – 5 | Ben Khalou Mossaoui Bouyouzan Belhaj Ouaddouh               |

## Squadre qualificate
Le seguenti squadre sono qualificate alla FIFA Futsal World Cup 2024:
| Qualificate | In qualità di                       | Data             | Part. | Edizioni                                             |
| ----------- | ----------------------------------- | ---------------- | ----- | ---------------------------------------------------- |
| Kazakistan  | Vincitrice Girone A turno élite     | 14 dicembre 2023 | 3     | 2000, 2016, 2021                                     |
| Francia     | Vincitrice Girone C turno élite     | 14 dicembre 2023 | 0     |                                                      |
| Spagna      | Vincitrice Girone D turno élite     | 15 dicembre 2023 | 9     | 1989, 1992, 1996, 2000, 2004, 2008, 2012, 2016, 2021 |
| Portogallo  | Vincitrice Girone E turno élite     | 15 dicembre 2023 | 6     | 2000, 2004, 2008, 2012, 2016, 2021                   |
| Ucraina     | Vincitrice Girone B turno élite     | 20 dicembre 2023 | 5     | 1996, 2004, 2008, 2012, 2016                         |
| Croazia     | Vincitrice play-off del turno élite | 16 aprile 2024   | 1     | 2000                                                 |
| Paesi Bassi | Vincitrice play-off del turno élite | 17 aprile 2024   | 4     | 1989, 1992, 1996, 2000                               |

Nota bene: nella sezione "edizioni disputate" le date in grassetto indicano che la nazione ha vinto quella edizione del torneo, mentre le date in corsivo indicano l'edizione ospitata dalla propria federazione.